# 1957 v športu
1957 v športu. 

## Avto - moto šport
- Formula 1: Juan Manuel Fangio, Argentina, Maserati, je slavil s štirimi zmagami in 40 ovojenimi točkami
- 500 milj Indianapolisa: slavil je Sam Hanks, ZDA, z bolidom Salih/Offenhauser, za moštvo George Salih[1]

## Kolesarstvo
- Tour de France 1957: Jacques Anquetil, Francija
- Giro d'Italia: Gastone Nencini, Italija

## Košarka
- NBA: Boston Celtics slavijo s 4 proti 3 v zmagah nad St. Louis Hawks[2]
- EP 1957: 1. Sovjetska zveza, 2. Bolgarija, 3. Češkoslovaška[3]

## Nogomet
- Pokal državnih prvakov: Real Madrid je slavil s 2-0 proti Fiorentini[4]

## Tenis
- Moški: 
  - Odprto prvenstvo Avstralije: Ashley Cooper, Avstralija[5]
  - Odprto prvenstvo Anglije - Wimbledon: Lew Hoad, Avstralija[6]
- Ženske: 
  - Odprto prvenstvo Avstralije: Shirley Fry Irvin, ZDA[7]
  - Odprto prvenstvo Anglije - Wimbledon: Althea Gibson, ZDA[8]
- Davisov pokal: Avstralija slavi s 3-2 nad ZDA[9]

## Hokej na ledu
- NHL - Stanleyjev pokal: Montreal Canadiens slavijo s 4 proti 1 v zmagah nad Boston Bruins
- SP 1957: 1. Švedska, 2. Sovjetska zveza, 3. Češkoslovaška[10]

## Rojstva
- 3. januar: Bojan Križaj, slovenski alpski smučar
- 9. januar: Erkki Lehtonen, finski hokejist
- 27. januar: Cveto Pretnar, slovenski hokejski vratar
- 2. april: Barbara Jordan, ameriška tenisačica
- 4. maj: Katharine »Kathy« Kreiner-Phillips, kanadska alpska smučarka
- 24. maj: John Harrington, ameriški hokejist in hokejski trener
- 1. junij: Viktor Tjumenev, ruski hokejist
- 3. junij: Ingrid Eberle-Trappel, avstrijska alpska smučarka
- 13. junij: Rinat Dasajev, ruski nogometni vratar
- 18. junij: Irene Epple-Waigel, nemška alpska smučarka
- 25. junij: Mihail Varnakov, ruski hokejist
- 29. junij: Peter Vilfan, slovenski košarkar
- 13. julij: Thierry Boutsen, belgijski dirkač Formule 1
- 19. avgust: Cesare Prandelli, italijanski nogometni trener
- 30. avgust: Abigail E. »Abbi« Fisher-Gould, ameriška alpska smučarka
- 31. avgust: Monika Berwein-Schmid, nemška alpska smučarka
- 26. september: Klaus Augenthaler, nemški nogometaš
- 6. oktober: Peter Müller, švicarski alpski smučar
- 28. november: Jože Kuralt, slovenski alpski smučar († 1986)
- 4. december: Christa Zechmeister, nemška alpska smučarka
- 18. december: Radoslav Svoboda, češki hokejist
- 26. december: Holly Beth Flanders-Schlopy, ameriška alpska smučarka

## Smrti
- 12. januar: Ken Wharton, britanski dirkač Formule 1 (* 1916)
- 20. januar: James Brendan Connolly, ameriški atlet (* 1868)
- 19. februar: Maurice Garin, francoski kolesar (* 1871)
- 14. marec: Eugenio Castellotti, italijanski dirkač Formule 1 (* 1930)
- 12. maj: Alfonso de Portago, španski dirkač Formule 1 in tekmovalec v bobu (* 1928)
- 5. oktober: José Leandro Andrade, urugvajski nogometaš (* 1901)
- 2. november: Ted Meredith, ameriški atlet (* 1891)
- 7. november: Roy "Shrimp" Worters, kanadski hokejist (* 1900)
- 10. december: Maurice McLoughlin, ameriški tenisač (* 1890)